# Acantholimon melananthum
Acantholimon melananthum är en triftväxtart som beskrevs av Pierre Edmond Boissier. Acantholimon melananthum ingår i släktet Acantholimon och familjen triftväxter. Inga underarter finns listade i Catalogue of Life.